# Politireserven

Insignier på axelklaff för for politireserven

Politireserven är en reservstyrka för den norska polisen, som består av värnpliktiga med genomgången militär grundutbildning, vilka därefter tjänstgör under resten av sin tjänstetid som reservpoliser.
Politireserven upprättades 1952 och regleras i Loven om tjenesteplikt i Politiet från 21 november 1952. Användning av Politireserven sker genom regeringsbeslut (Kongen i Statsråd), vid hel eller delvis mobilisering, för att avvärja eller begränsa naturkatastrofer och andra allvarliga olyckor samt för att upprätthålla allmän ordning när viktiga samhälleliga intressen står på spel. Detta inkluderar också situationer vid eventuella terrorangrepp. Politireserven kan i vissa situationer behövas för att understödja och avlösa yrkespoliser, varvid huvuduppgifterna tänks vara vakthållning av skyddsobjekt, trafikövervakning och patrullering, insats mot folkmassor samt vid speciella tillfällen arrestering. Den är inte avsedd att användas för att kompensera brist på yrkespoliser i daglig tjänst.
Nya politireservister genomgår en två veckors grundkurs vid Justissektorens kurs- og øvingssenter i Stavern, till exempel i vakthållning, trafikkontroll, patrullering och vapentjänst. Reservisterna kan också inkallas till repetitionskurs. Politireservisterna tjänstgör antingen i militär fältuniform eller i vanlig polisuniform, och har insignier med bokstäverna PR i gult.
Omkring 2001 var antalet reservpoliser 5 500, men minskade till 800 år 2007. Regeringen bestämde 2007 att utöka styrkan med 1 000 personer. 
Från och med 2006 administreras Politireserven av Utrykningspolitiet i Stavern.

## Utrustning
Politireserven är i likhet med yrkespolisen obeväpnad, men har kulsprutepistolen MP5 som primärvapen vid eventuell beväpning.

## Utnyttjande
Politireserven utnyttjades första gången under Olympiska vinterspelen 1952 i Lillehammer. Ett beslut om tillåtelse för Politidirektoratet att utnyttja styrkan togs också i juli 2011, men ingen inkallelse skedde vid detta tillfälle.
År 2013 diskuterades att lägga ned Politireserven, enligt förslag av Forsterkningsutvalget, men 2015 togs i stället beslut om att utvidga antalet reservpoliser.